# Viscount Kilsyth
Viscount Kilsyth war ein erblicher britischer Adelstitel in der Peerage of Scotland.
Familiensitz der Viscounts war Kilsyth Castle bei Kilsyth im heutigen North Lanarkshire.

## Verleihung und Geschichte des Titels
Der Titel wurde am 17. August 1661 von König Karl II. für den Royalisten Sir James Livingstone of Barncloich geschaffen. Zusammen mit der Viscountwürde wurde ihm er nachgeordnete Titel Lord Campsie verliehen.
Dessen jüngerer Sohn, der 3. Viscount, beteiligte sich am Jakobitenaufstand von 1715, kämpfte in der Schlacht von Sheriffmuir und floh im April 1716 ins Exil. Er wurde wegen Hochverrats geächtet und seine Titel und Ländereien wurden von der Krone eingezogen.

## Liste der Viscounts Kilsyth (1661)
- James Livingstone, 1. Viscount Kilsyth (1616–1661)
- James Livingstone, 2. Viscount Kilsyth († 1706)
- William Livingstone, 3. Viscount Kilsyth (1650–1733) (Titel verwirkt 1716)